# فهرست محتوای قابل دانلود رینبو سیکس سیج
این فهرست مربوط به مقاله رینبو سیکس سیج است. این فهرست تاریخ عرضه و محتوای بسته‌های الحاقی منتشر شده را بیان می‌کند.

## سال ۱

### عملیات «یخ سیاه»
این بسته یک نقشه جدید یعنی یک کشتی تفریحی یخ زده در کانادا را معرفی می‌کند همچنین دو شخصیت "فراست" و "باک" از "JTF2" معرفی می‌شوند. "فراست" یک مدافع است و از تله ای برای به دام انداختن دشمنان و متوقف ساختن آنان استفاده می‌کند. "باک" اپراتور مهاجم این گروه از یک شاتگان ماژولار که در زیر تفنگ اصلی بسته شده‌است استفاده می‌کند.

### عملیات «خط شن»
این بسته نقشه را در مرزی در یکی از کشورهای خاورمیانه قرار می‌دهد. در توضیحات نقشه گفته شده‌است: ترکیب ساختار قدیم و جدید با دریچه‌های عبور هوا در ساختمان قدیمی. دو اپراتور از ناوگان دریایی آمریکا به نام "والکیری" و "بلک برد" معرفی می‌شوند. "والکیری" با چهار دوربین مدار بستهٔ قابل حمل، که بر روی سطوح می‌توان آنها را پرتاب کرد، در بازی در نقش مدافع حضور پیدا می‌کند. البته در به روز رسانی‌های بعدی تعداد دوربین‌ها به عدد سه کاهش می‌یابد. اپراتور مهاجم، "بلک برد"، از دو سپر قابل حمل بر روی تفنگ استفاده می‌کند.

### عملیات «باران جمجمه»
در این بسته از نقشه ای در برزیل رونمایی شده و دو اپراتور از "BOPE" به نام "کاپیتائو" و "کویرا" نیز معرفی می‌شوند. "کاپیتائو" از یک کمان صلیبی بهره می‌برد که می‌تواند با دو نوع تیر مجهز شود. نوع اول نوعی تیر آتش زا است که با سوزاندن اکسیژن پیرامون خود در محدوده ای معین باعث صدمه رساندن به اشخاص می‌شود؛ نوع دوم ترکیب تیر و نارنجک دودزا است که میدان دید را از بین می‌برد. "کویراً با قدم‌های کم صدا و سرعت بالا می‌تواند دشمنان را غافلگیر کند همچنین او قادر است از مهاجمین اعتراف‌گیری کرده و موقعیت بقیه را بیابد.

### عملیات «زاغ سرخ»
در این فصل دو اپراتور به نام‌های "هیبانا و "اکو"[ن] از "SAT" معرفی می‌شوند. نقشهٔ این قسمت در یک آسمانخراش در ژاپن قرار دارد. این ساختمان با ترکیبی از معماری قدیمی ژاپن و سبک مدرن ساخته شده‌است. "هیبانا اپراتور مهاجم با تفنگ خاصی [و] قادر به شلیک شش پالت مغناطیسی منفجره است که این پالت‌ها قادر به منفجر کردن سطوح نرم و تقویت شده‌است. "اکو" اپراتور مدافع، از یک پهپاد هوایی استفاده می‌کند که این پهپاد قادر به پخش امواج اولتراسونیک است و باعث گیجی و سردرد موقتی می‌شود. در به روز رسانی‌های بعدی تعداد این پهپاد به دو عدد رسید.

## سال ۲

### عملیات «پوسته مخملی»
این بسته اولین فصل سال دوم محسوب می‌شود و در آن یک نقشه در اسپانیا معرفی می‌شود. "جکال" و "میرا" از "GEO" اسپانیا در این بازی حضور پیدا می‌کنند. "جکال" یک اپراتور مهاجم است و با دستگاه مخصوصی قادر به دیدن ردپا و ردیابی دشمنان و شناسایی آنان است. میرا اپراتور مدافع از دو شیشه ضد گلوله استفاده می‌کند که یک طرف آن تنها نور را از خود عبور می‌دهد و بدون آنکه مدافعین دیده شوند آنان می‌توانند دشمن را مشاهده کنند. این گجت در بازی بر روی دیوارهای نرم و تقویت شده قرار می‌گیرد.

### عملیات «سلامت»
عملیات «سلامت» در حقیقت یک به روز رسانی بزرگ برای بهبود بخشیدن تمام ابعاد بازی بود. در این بسته بسیاری از حفره‌ها و خطاهای برنامه‌نویسی رفع و تعمیر شدند. در این بسته اپراتور و نقشهٔ جدیدی معرفی نشد. در حقیقت خطاهای نرم‌افزاری بسیار باعث شد تا سازندگان بر رفع آن‌ها و تمرکز کنند؛ این موضوع بر محتوای فصل دوم تأثیر داشته و آن را به فصول بعد موکول می‌کند. همچنین ساخت و رونمایی نقشهٔ فصل دوم در سال دوم لغو می‌شود.

### عملیات «خون ارکیده»
این بسته فصل سوم سال دوم محسوب می‌شود در این بسته برخلاف رویه معمول سه اپراتور معرفی می‌شود. نقشهٔ این قسمت در هنگ کنگ قرار دارد. دو اپراتور "لیژن" و "یینگ" از "SDU" و "الا" نیز از "GROM" لهستان معرفی می‌شوند. "لیژن" اپراتور مدافع، از یک مین مخصوص و نامرئی استفاده می‌کند. این مین از تعدادی سرنگ سمی تهیه شده‌است که علاوه بر صدمه زدن به دشمنان، حرکت آنان را نیز مختل می‌کند. "یینگ" اپراتور مهاجم است. گجت منحصر به فرد او سه نارنجک کور کننده است. عینک مخصوصی که به همراه دارد، به او کمک می‌کند تا بدون کور شدن در محیط حرکت کند. این نارنجک‌ها علاوه بر آنکه می‌توانند پرتاب شوند می‌توانند در سطوح نرم نیز قرار بگیرند و عمل کنند. "الا" اپراتور مدافع از چهار مین استفاده می‌کند که این مین‌ها بر روی سطوح قرار می‌گیرد و پس از منفجر شدن در مهاجمان سرگیجه شدید ایجاد می‌کند. البته تعداد این مین‌ها در به روزرسانی‌های بعدی به سه عدد کاهش یافت.

### عملیات «نویز سفید»
این بسته الحاقی نقشهٔ جدیدی در کرهٔ جنوبی به بازی اضافه می‌کند. همچنین سه اپراتور جدید "دوکابی" و "ویجیل" از گروه "707SMB" و "زوفیا" از "GROM" نیز در بازی حضور پیدا می‌کنند. "دوکابی" اپراتور مهاجم از یک تبلت برای هک کردن تلفن‌های مدافعان استفاده می‌کند. با فرستادن یک ویروس و اختلال در تلفن‌های همراه، صدای خاصی ایجاد می‌کند که جای دشمنان را لو می‌دهد؛ علاوه بر آن مانع از استفاده از دوربین‌ها می‌شود. او همچنین قادر است با هک تلفن همراه دشمنان کشته شده به دوربین مدافعان دسترسی پیدا می‌کند. "ویجیل" اپراتور مدافع، دستگاه خاصی را با خود حمل می‌کند که این دستگاه با ایجاد نویز سفید می‌تواند این شخصیت را از دید پهپادهای دشمن مخفی کند. در ادامه شخصیت "زوفیا" معرفی می‌شود که این اپراتور خواهر شخصیت "الا" محسوب می‌شود. این اپراتور یک نارنجک‌انداز دولوله‌ای با خود حمل می‌کند این سلاح از دو نوع نارنجک انفجاری و گیج کننده استفاده می‌کند.

## سال ۳

### عملیات «کیمرا»
این بسته اولین فصل سال سوم محسوب می‌شود. در این بسته "لاین" از "GIGN" فرانسه و "فینکا" از "اسپتناز" روسیه معرفی می‌شوند. این دو اپراتور عضو دفاع "CBRN" هستند. "لاین" اپراتور مهاجم است. او از یک پهپاد هوایی با قابلیت ارسال امواج همانند سونار و ردیابی دشمنان در حال حرکت، استفاده می‌کند. "فینکا" اپراتور مهاجم دیگری است که در این فصل معرفی می‌شود. این اپراتور از نوعی دستکش مخصوص استفاده می‌کند که به نوعی سرنگ الکترونیکی حاوی آدرنالین متصل است. این شخصیت با فعال کردن این سرنگ خود و سایر مهاجمان را تقویت می‌کند. دویدن و پرکردن تفنگ با سرعت بیشتری اتفاق می‌افتد و همچنین کنترل لگد تفنگ افزایش می‌یابد. البته این قابلیت باعث افزایش ضربان قلب و سرعت تنفس نیز می‌شود که مهاجمان را دربرابر گازهای سمی آسیب پذیرتر می‌کند. در این فصل یک بخش زامبی مود به بازی اضافه می‌شود و گروه رینبو سیکس را در مقابل بیماران زامبی-هیولا مانند قرار می‌دهد.

### عملیات «پارابلوم»
این قسمت نقشه را در یک ویلا در توسکانی ایتالیا قرار می‌دهد. دو اپراتور مدافع "میسترو" و "آلیبای" از GIS معرفی می‌شوند."میسترو" دو «تیربار-دوربین» ضد گلوله با خود حمل می‌کند. این دستگاه از نوعی لیزر فشرده به عنوان مهمات استفاده می‌کند و می‌تواند به دشمنان صدمه بزند و گجت‌های شخصیت‌ها را نابود کند. این تیربار پس از شلیک‌های مداوم داغ می‌شود و نیاز دارد برای شلیک مجدد خنک شود. "آلیبای" از نوعی پروژکتور هولوگرافیک استفاده می‌کند این پروژکتور مدلی مشابه این شخصیت را در فضا ایجاد می‌کند. با شلیک مهاجمان به این تصویر یا عبور کردن شخصیت‌ها یا رد شدن پهپادهای مهاجمان از درون آن، مکان آنان ردیابی می‌شود.

### عملیات «آسمان تیره»
این بسته الحاقی نقشهٔ جدیدی به بازی اضافه نمی‌کند بلکه سازندگان یکی از نقشه‌های قدیمی به نام «Herford Base» را بازسازی و اضافه می‌کنند. دو اپراتور "ماوریک"از آمریکا و "کلش" از اسکاتلندیارد انگلیس نیز دراین قسمت معرفی شدند. "ماوریک" اپراتور مهاجم از یک مشعل دستی استفاده می‌کند که قادر است دیوارهای تقویت‌شده را سوراخ کند. او می‌تواند با سوراخ کردن دیوارها به سایر اپراتورها کمک کند یا دشمنان را بدون مطلع شدن از پای درآورد. "کلش" اپراتور مدافع است و اولین اپراتور مدافع دارای سپر است. این شخصیت از نوعی سپر منبسط شونده استفاده می‌کند که این سپر خود توسط دو اپراتور "میرا" و "توییچ" ساخته شده‌است و تا حدودی از فناوری‌های گجت‌های خود در این سپر استفاده شده‌است. این سپر از نوعی شیشه ضدگلوله ساخته شده‌است که از نوعی تیزر بهره می‌برد. این تیزرها قادر به انتشار جریان برق به بدن مهاجمان است که باعث آسیب دیدن و کند شدن مهاجمان می‌شود.

### عملیات «ارگ باد»
این قسمت نقشه را در قصبه در مراکش قرار می‌دهد. دو اپراتور "کاید"(قائد: رهبر) و "نومد" معرفی می‌شوند. "کاید" اپراتور مدافع است و از دو دستگاه الکتریکی استفاده می‌کند که این دستگاه قادر است هر شئ فلزی که در محدودهٔ آن است را دارای جریان الکتریکی کند. "نومد" اپراتور مهاجم از سه تله مخصوص استفاده می‌کند. این تله‌ها در هنگام نزدیک شدن مهاجمان با فشار شدید هوا آنان را پرت می‌کند.

## سال ۴

### عملیات «افق سوخته»
در سال چهارم و قسمت اول، نقشهٔ جدیدی در استرالیا و دو اپراتور از اس آ اس آر "مازی" و "گریدلاک" نیز در بازی معرفی می‌شوند. "مازی" مدافع است و از یک دستگاه برای اخلال در ارتباط بین پهپادهای مهاجمان و تحت اختیار گرفتن آنها استفاده می‌کند. "گریدلاک" مهاجم است و از نوعی تلهٔ خاردار برای کند کردن سرعت مدافعان و صدمه زدن به آنان استفاده می‌کند. همچنین در این فصل رهبر گروه تغییر می‌کند و رهبر (سیکس) جدیدی معرفی می‌شود. در این فصل همچنین یک بخش آموزشی به نام "تازه واردان" نیز به بازی افزوده شده‌است که تنها بازیکنانی که زیر سطح ۵۰ هستند قادر به اجرای آن خواهند بود. حد نصاب فعالسازی بخش Ranked نیز ده سطح افزایش یافت و پس از این با رسیدن بازیکنان به سطح ۳۰ این بخش برای بازیکنان فعال خواهد شد.

### عملیات «دید شبح»
در این بسته الحاقی نقشهٔ قدیمی «Kafe Dastayovsky» بازسازی و دو اپراتور جدید ناک و واردن معرفی می‌شوند. ناک اپراتور مهاجم است و توانایی پنهان شدن از دوربین‌های مدافعان را داراست. واردن اپراتور مدافع از یک عینک مخصوص استفاده می‌کند که توانایی دید در میان دود و همچنین در هنگام انفجار نارنجک‌های کورکننده را دارد. در این فصل سیستم بازی در قسمت «Ranked» از حالت بتا خارج شده و سیستم انتخاب و منع اپراتور به این بخش اضافه می‌شود. همچنین قوانین جابجایی بازیکنان بین دفاع و تهاجم در حالت درجه‌بندی شده نیز تغییر می‌کند. سازندگان اعلام کردند که پس از این فصل، در بخش Ranked تنها حالت بمب وجود دارد هرچند بازیکنان همچنان به سایر حالات در بخش Casual دسترسی خواهند داشت.

### عملیات «خیزش اخگر»
ر این فصل دو اپراتور جدید از آمریکای جنوبی به نام آمارو و گویو معرفی می‌شوند و نقشهٔ قدیمی Kanal بازسازی می‌شود. آمارو از پرو اپراتور مهاجم است و گجت مخصوص وی یک قلاب است که با آن می‌تواند با سرعت زیادی از پنجره‌ها وارد شود یا به روی سقف‌ها و طبقات بالاتر از طریق دربهای اضطراری برود. گویو از مکزیک اپراتور مدافع است و از سه سپر که در پشت آنها مادهٔ منفجره‌ای قرار می‌گیرد استفاده می‌کند. آتش این سپرها براثر انفجار ماده منفجره می‌تواند به مهجمان صدمه زده و مانع از عبور آنان شود. در این قسمت حالت جدیدی به نام بدون درجه به بازی افزوده می‌شود. در این حالت قوانین و مجازات‌ها مشابه حالت درجه‌بندی شده‌است؛ با این تفاوت که بازیکنان، درجه‌بندی نمی‌شوند و برد یا باخت در این حالت تأثیری بر مقدار امتیاز آنان ندارد. این بخش پس از رسیدن به سطح ۱۰ برای بازیکنان قابل دسترس می‌شود. بخش گزارش تخلفات بازیکنان نیز بخش‌بندی شده و بازیکنان در صورت تخلف سایرین می‌توانند با تعیین نوع تخلف آنرا گزارش کنند. تغییر در گرافیک بازی و صفحهٔ مشاهده اپراتورها از دیگر تغییرات این فصل است.

### عملیات «امواج سرکش»
در این فصل دو اپراتور کالی و وامای معرفی می‌شوند. کالی اپراتور مهاجم از هند است و از یک تفنگ تک‌تیر گلنگدنی استفاده می‌کند. او هم‌چنین از یک نوع گلوله انفجاری برای سوراخ کردن دیوار های تقویت شده و از بین بردن گجت اپراتورهای مدافع استفاده می‌کند. وامای اپراتور مدافع از کنیا، از نوعی سیستم مغناطیسی استفاده می‌کند. این ابزار با جذب ابزارهای پرتابی مانند نارنجک‌هاو گلوله‌های انفجاری و... و تنظیم مجدد و انفجار آنان از پرتاب در هدف معین جلوگیری می‌کند. دراین قسمت نقشه‌ی فصل سوم از سال دوم، Theme Park ، بازسازی می‌شود. بخش Casual به Quick Match تغییر نام و همچنین ترتیب دورهای یک مسابقه در این بخش از حالت AD-DِA به AA-DD تغییر پبدا می‌کند. این بدین معنی است که به جای تعویض نقش بازیکنان بین دفاع و حمله پس از یک دور به دو دور متوالی تغییر می‌یابد.